# Intersnack
Intersnack, dont le nom officiel légal est Knabber-Gebäck, est un groupe agro-alimentaire allemand, basé à Cologne (Rhénanie-du-Nord-Westphalie) et spécialisé dans la production d'aliments de grignotage, notamment des chips. Il est issu du regroupement en 1995 du groupe Convent-Gruppe et de la société Wolf Snack und Gebäck. 
Son siège social se trouve à Cologne et les sites de production sont situés à Alsbach-Hähnlein, Cloppenburg, Frankenthal-Petersau et Wevelinghoven.
Sa filiale française, Intersnack France, commercialise les marques Monster Munch, Vico, Curly, Tyrell's et Lorenz. Elle dispose d'un unique site de production situé à Montigny-Lengrain, depuis la vente en 2008 de l'usine de Noyon.
La société Pellsnack Products est une filiale d'Intersnack qui distribue des granules et autres produits semi-finis aux clients industriels.

## Histoire
L'histoire de la société remonte à 1962 lorsque Irmgard von Opel, commença avec ses deux fils, Carlo et Heinz, au Hofgut Petersau (Frankenthal), la production de chips sous la marque Chio (anagramme de Carlo Irmgard Heinz Opel)[réf. nécessaire].
Un peu plus tard, en 1968 à Cologne, la société Pfeifer & Langen débute également la production de chips de pommes de terre sous la marque Chipsfrisch. La fusion de Chipsfrisch avec une partie de la société Pfanni mena en 1972 à la création de la société funny-frisch, qui fut regroupée en 1977 avec Chio-Chips dans le groupe Conventgruppe[réf. nécessaire].
La société Wolf Bergstrasse, qui a près de cent ans d'histoire, était déjà présente sur le marché en 1947 avec ses produits de grignotage Klassiker Goldfischli, désormais commercialisés sous la marque Wolf. La fusion de Wolf Bergstrasse avec Convent-Gruppe conduit finalement en 1995 à la création d'Intersnack Knabber-Gebäck[réf. nécessaire].
En 1977, le groupe Intersnack de Cologne prend le contrôle de la société Trüller, fondée en 1896 par l'industriel Harry Trüller à Celle. Sa spécialité était les friandises sucrées, mais désormais elle commercialise principalement des grignotines salées.
En 1998, Intersnack rachète l'entreprise Vico, et ses marques Vico et Monster Munch.
En 2000, la commission européenne approuve une coopération des sociétés Intersnack, Ültje Vermögensverwaltungs, Granaria Food Group et May Holding dans le secteur des fruits secs.
En 2007, Intersnack se porte acquéreur de Lorenz Snack-World (en), ancienne activité snack salé de Bahlsen, avec des marques comme Curly, Crunchips et Baff. Intersnack fusionne alors Vico et la division française de Lorenz, pour donner naissance à Intersnack France. L'entreprise emploie 430 personnes, et enregistre en 2008 un chiffre d'affaires de 281 millions d'euros.
La même année, Intersnack reprend le producteur de chips autrichien Kelly et une participation de 15 % dans la société irlandaise Largo Foods.
En 2012, l'activité d'aliments salés de United Biscuits, KP Snacks (en), est vendue à Intersnack, qui acquiert ainsi des marques comme Hula Hoops (en).

## Intersnack France
Intersnack France est la filiale française du groupe. Sa création résulte de la fusion de Lorenz Bahlsen et Vico effectuée en 2007. Elle commercialise les marques Monster Munch, Vico, Curly, Apérifruits et Lorenz. Elle dispose de deux sites de production situés à Vic-sur-Aisne, et Charvieu-Chavagneux.

## Marques
Parmi les marques détenues par Intersnack figurent aujourd'hui Chio et funny frisch, Pom-Bear (granules) , Goldfischli (anciennement connue sous le nom de Wolf Bergstrasse), Curly, Monster Munch, et Vico.